# Fredrick Richter
Jonas Fredrick Michael Richter (i riksdagen kallad Richter i Stockholm), född 4 oktober 1819 i Sankt Nikolai församling, Stockholm, död 29 maj 1904 i Jakob och Johannes församling, Stockholms stad, var en svensk ämbetsman och riksdagsman.
Fredrick Richter var son till riksbanksbokhållaren Erik Wilhelm Richter. Han blev 1835 student vid Uppsala universitet, där han avlade kameralexamen 1837 och hovrättsexamen 1838. Richter tjänstgjorde därefter bland annat vid överståthållarämbetet, Stockholms kämnärsrätt och Rådhusrätten, antogs 1844 till extraordinarie tjänsteman i Riksbanken samt 1845 till kanslist vid Bankdiskontverket och 1846 till notarie vid Bankofullmäktiges expedition. 1844–1861 tjänstgjorde han samtidigt som notarie hos riksdagens bankoutskott och som sekreterare hos Rikets ständers revisorer av bankverket. Han var Riksbankens ombudsman 1861–1879 och ledamot av fullmäktige i Riksbanken 1879–1893. Richters betydelsefullaste gärning var förlagd till Jernkontoret, där han 1857–1901 var sekreterare och ombudsman. Under flera decennier var han även ansvarig utgivare av Jernkontorets annaler. 1897 erhöll han Jernkontorets stora medalj i guld. När en överstyrelse för Stockholms fattigvård och barnavård inrättades under namnet Stockholms stadsnämnd 1843, blev Richter dess sekreterare. Han innehade befattningen till nämnden upphörde 1864. Richter deltog i två utredningar rörande folkskoleväsendet i Stockholm samt i kungliga kommittéer rörande fattigvård och sparbanksväsen (bland annat angående inrättande av en postsparbank). Sedan Sveriges postsparbank grundats 1884, tillhörde Richter dess förvaltning till 1892. Som riksdagsman var han ledamot av riksdagens första kammare 1883–1891. Åren 1885–1886 var han ledamot av konstitutionsutskottet. Richter är begravd på Solna kyrkogård.